# Käru (rzeka)
Käru (est. Käru jõgi) – rzeka w zachodniej Estonii. Rzeka wypływa z jeziora Aeli na zachód od wsi Aela, Kõue. Wpada do rzeki Parnawa we wsi Kose, gmina Vändra. Ma długość 58,4 km i powierzchnię dorzecza 315,5 km².